# Daphna Kastner
Daphna Kastner (née le 17 avril 1961 à Montréal) est une actrice, scénariste et réalisatrice canadienne.

## Biographie
Daphna Kastner débute dans la profession en tant qu'actrice en 1983.
En 1996, le film French Exit (en) qu'elle a réalisé, est nommé cinq fois au Festival du film américain de Deauville.

### Vie privée
Elle est mariée depuis 2001 à l'acteur Harvey Keitel ; une première cérémonie secrète a lieu à Jérusalem, qu'ils officialisent ensuite à Manhattan. De leur union est né en 2004 un fils, Roman.

## Filmographie

### Comme actrice
- 1983 : Lady Revanche : Annette
- 1986 : Evixion
- 1990 : Girlfriend from Hell : la nonne avec un pistolet
- 1990 : Eating - Le dernier secret des femmes (Eating) : Jennifer
- 1991 : Crack Me Up : Billy Jean
- 1991 : Julia a deux amants (Julia Has Two Lovers) : Julia
- 1992 : Lana in Love : Lana
- 1992 : Venice/Venice : Eve
- 1995 : French Exit (en) : la fêtarde de Price
- 1996 : Kiss and Tell : la fille à la pizza avec un problème au genou
- 1998 : Spanish Fly : Zoe
- 2000 : Timecode (Timecode) : l'actrice à l'audition
- 2001 : Eden : Silvia
- 2007 : My Sexiest Year : Gloria

### Comme réalisatrice
- 1995 : French Exit (en)
- 1998 : Spanish Fly
- 2009 : Chaos

### Comme scénariste
- 1998 : Spanish Fly